# Luke Jensen

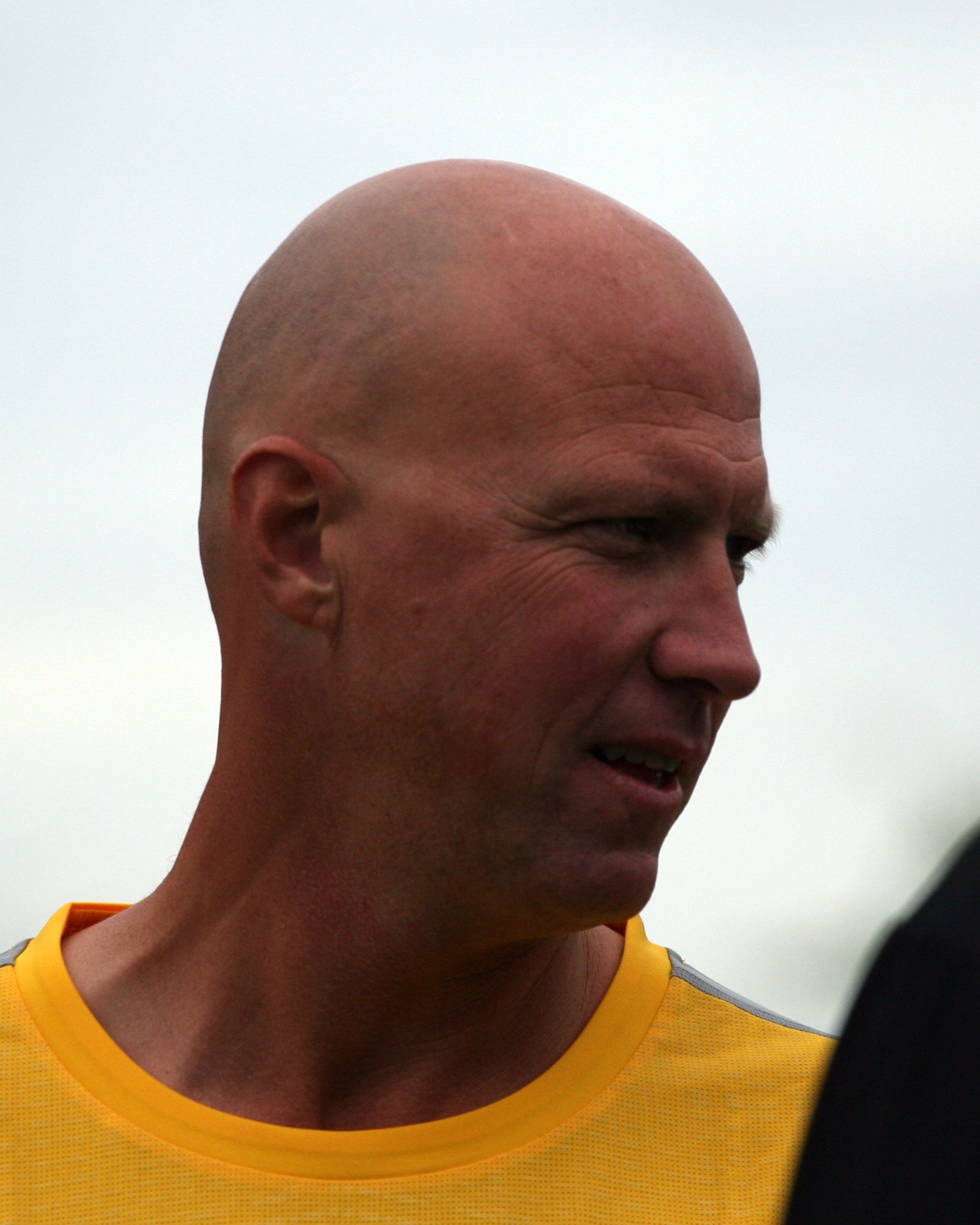
Luke Jensen.

Luke Jensen (n. 18 de junio de 1966 en Grayling, Míchigan, Estados Unidos) es un exjugador de tenis de los Estados Unidos que conquistó 10 títulos de dobles en su carrera, incluyendo uno de Grand Slam. Era apodado "Luke doble mano", por su condición de ambidiestro, que le permitía servir a velocidades de 130 mph con ambas manos. Actualmente es comentarista para ESPN.

## Finales de Grand Slam

### Campeón Dobles (1)
| Año  | Torneo        | Pareja        | Oponentes en la final              | Resultado      |
| 1993 | Roland Garros | Murphy Jensen | Marc-Kevin Goellner David Prinosil | 6-4 6-7(4) 6-4 |